# Świeszyno (Powiat Koszaliński)
Świeszyno (deutsch Schwessin, Kreis Köslin) ist ein Dorf mit Sitz einer Landgemeinde (Gmina) in der polnischen Woiwodschaft Westpommern und gehört zum Powiat Koszaliński (Kreis Köslin).

## Geographische Lage
Das Dorf liegt in Hinterpommern, südlich des Schwarz-Bachs, etwa acht Kilometer südlich der Stadt Koszalin (Köslin).

## Geschichte

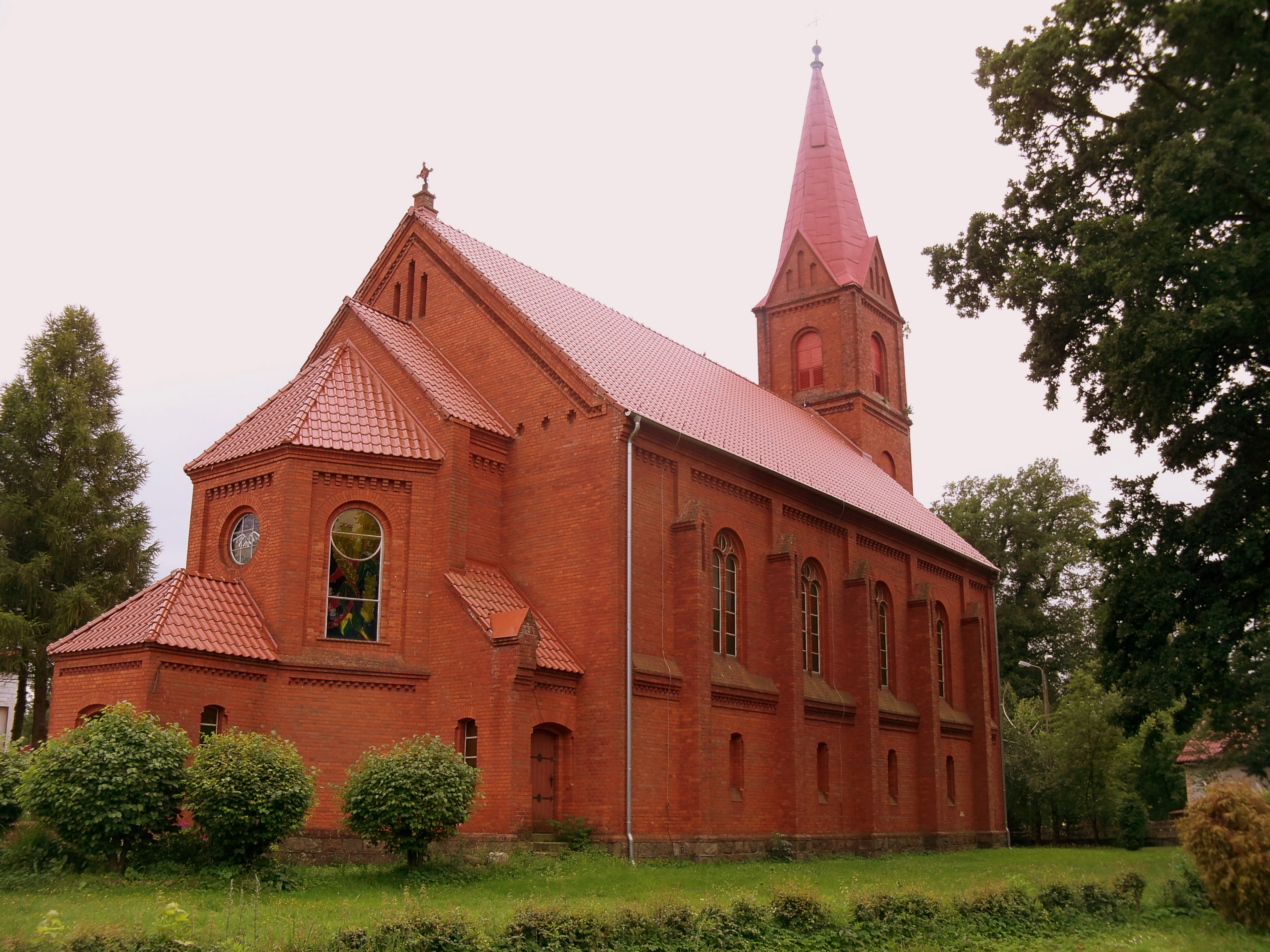
Dorfkirche. bis 1945 Gotteshaus der evangelischen Gemeinde Schwessin

Das Bauerndorf Schwessin war im 18. Jahrhundert ein Amtsdorf des königlichen Amtes Köslin und hatte um 1782 einschließlich des Schulzenhofs 13 Bauernstellen und insgesamt 25 Feuerstellen (Haushaltungen).
Schwessin zählte 1910 bereits 1179 Einwohner. Ihre Zahl betrug 1925 noch 1173, 1933 bereits 1141 und 1939 noch 1092.
Anfang der 1930er Jahre hatte die Gemarkung der Gemeinde Schwessin eine Fläche von 15,9 km². Innerhalb der Gemeindegrenzen gab es 18 Wohnstätten, an denen insgesamt 238 bewohnte Wohnhäuser standen:
1. Bauernkamp
2. Birken
3. Damm
4. Dreikaten
5. Flakenfier
6. Forstabfindung
7. Hölle
8. Kamp
9. Kossäthenberg
10. Krück
11. Kuhwiese
12. Mittelbruch
13. Mühlenberg
14. Quebbe
15. Schwessin
16. Vierberg
17. Wanzenberg
18. Weißkamp

Bis zum Jahre 1945 war Schwessin ein Dorf im Landkreis Köslin, der zum Regierungsbezirk Köslin der preußischen Provinz Pommern des Deutschen Reichs gehörte. Das zuständige Amtsgericht war in Köslin. Schwessin bildete mit den Gemeinden Alt Belz (heute polnisch: Stare Bielice), Augustin (Raduszka), Konikow (Konikowo) und Neuklenz (Niekłonice) einen Amtsbezirk.
Gegen Ende des Zweiten Weltkriegs wurde die Region Anfang März 1945 von der Roten Armee besetzt. Nach Beendigung der Kampfhandlungen wurde Schwessin zusammen mit ganz Hinterpommern seitens der sowjetischen Besatzungsmacht der Volksrepublik Polen zur Verwaltung überlassen. Danach begann die Zuwanderung polnischer Zivilisten. Die Landgemeinde Schwessin wurde unter der polonisierten Ortsbezeichnung ‚Świeszyno‘ verwaltet. In der Folgezeit wurde die einheimische Bevölkerung von der polnischen Administration aus Schwessin und dem Kreisgebiet vertrieben.
Der Ort liegt heute im Powiat Koszaliński in der Woiwodschaft Westpommern (bis 1998 Woiwodschaft Köslin). Das Dorf ist Amtssitz der nach ihm benannten Landgemeinde und als deren Ortsteil zugleich Sitz eines Schulzenamtes.

### Demographie
| Jahr | Einwohner | Anmerkungen |
| ---- | --------- | --- |
| 1782 | –         | königliches Amtsdorf, mit 13 Bauernstellen einschließlich des Schulzenhofs, vier Kossäten, drei Büdnerkaten, einem Holzwärter, einem Küster, einer Filialkirche von Geritz und 25 Feuerstellen (Haushaltungen) |
| 1818 | 249       | Kirchdorf, königliche Besitzung |
| 1852 | 1076      | Dorf und Vorwerk |
| 1864 | 1378      | am 3. Dezember, Gemeindebezirk und Erhebungsbezirk zusammen |
| 1867 | 1320      | am 3. Dezember, Gemeindebezirk |
| 1871 | 1284      | am 1. Dezember, Gemeindebezirk, davon 1259 Evangelische, 17 sonstige Christen und acht Juden |
| 1885 | 1279      | am 1. Dezember, Landgemeinde, darunter 1288 Evangelische, keine Katholiken, vier sonstige Christen, vier Juden und eine Person anderer oder unbestimmter Religionszugehörigkeit                                |
| 1890 | 1214      | am 1. Dezember, Gemeindebezirk |
| 1910 | 1179      | am 1. Dezember |
| 1925 | 1172      | darunter 1151 Evangelische, keine Katholiken und keine Juden |
| 1933 | 1141      | [ 12 ] |
| 1933 | 1092      | [ 12 ] |

## Kirche

### Dorfkirche
Die Schwessiner Dorfkirche – ein einschiffiges Backsteingebäude mit vorgesetztem Westturm mit spitz zulaufendem Dach – wurde 1886 gebaut, nachdem die Vorgängerkirche – unbekannten Alters – abgerissen worden war. Während der Bauzeit wurden alle kirchlichen Wertgegenstände und Kirchenbücher in der gegenüberliegenden Schule aufbewahrt, die auch als Gottesdienstort benutzt wurde. Im Jahre 1885 fiel sie jedoch einem Brand zum Opfer, und mit ihr auch viele Wertsachen. Der Bestand an um 1890 noch vorhandenen Kirchenbüchern reichte bis 1711 zurück.
In die Kirche wurden 1886 zwei Glocken montiert, davon eine, die von Glockengießermeister A.W. Schuhmacher in Stettin im Jahre 1825 gegossen worden war. im Zweiten Weltkrieg musste sie für Munitionszwecke abgeliefert werden. Doch sie überstand den Krieg und fand sich auf dem „Glockenfriedhof“ in Hamburg wieder. Heute nun läutet sie in Walsum-Aldenrade am Niederrhein.
1945 wurde das vordem evangelische Gotteshaus zugunsten der katholischen Kirche enteignet.

### Kirchengemeinde
Die Bevölkerung von Schwessin war vor 1945 fast ausnahmslos evangelischer Konfession. Der Ort war mit Mersin Filialgemeinde im Kirchspiel Geritz (ab 1895 Geritz-Schwessin), in das noch die Dörfer Thunow, Streckenthin, Gülz und Barzlin eingegliedert waren. Es gehörte zum Kirchenkreis Köslin in der Kirchenprovinz Pommern der Kirche der Altpreußischen Union.
Im Jahre 1895 wurde der Pfarrsitz von Geritz nach Schwessin verlegt und hier ein neues Pfarrhaus errichtet.
Das Kirchspiel zählte 1940 insgesamt 2830 Gemeindeglieder, von denen 1580 zur Kirchengemeinde Schwessin gehörten. Der erste Geistliche, der in Schwessin amtierte, war Pfarrer Georg Magdalinski.
Die seit 1945 zugewanderte polnische Bevölkerung ist überwiegend katholischer Konfession. Das Dorf ist seit dem 28. August 1973 wieder selbständige Pfarrei, zu der jetzt die Filialkirchen Jarzyce (Geritz) und Konikowo (Konikow) gehören und die im Dekanat Bobolice (Bublitz) im Bistum Köslin-Kolberg der Katholischen Kirche in Polen liegt. Sie zählt 3237 Gemeindeglieder.
Hier lebende evangelische Kirchenglieder gehören jetzt zum Kirchspiel Koszalin (Köslin) in der Diözese Pommern-Großpolen der Evangelisch-Augsburgischen Kirche in Polen.
Pfarrer bis 1945
- Georg Ernst Emmanuel Magdalinski (* 25. Januar 1866), im Amt 15. Juli 1894[14]–1933
- Kurt Niepel, 1933–1945

## Persönlichkeiten
- Ernst Pöppel (* 1940 in Schwessin), deutscher Psychologe und Hirnforscher

## Schulzenamt Świeszyno
Zum Schulzenamt (polnisch: Sołectwo) Świeszyno gehören die Orte:
- Biała Kępa (Weißkamp), Brzeżniki (Birken), Chałupy (Kossäthenberg), Chłopska Kępa (Bauernkamp), Kępa Świeszyńska (Kamp), Krokowo (Krück), Olszak (Dreikaten) und Włoki (Flakenfier).

## Gmina Świeszyno

### Allgemeines

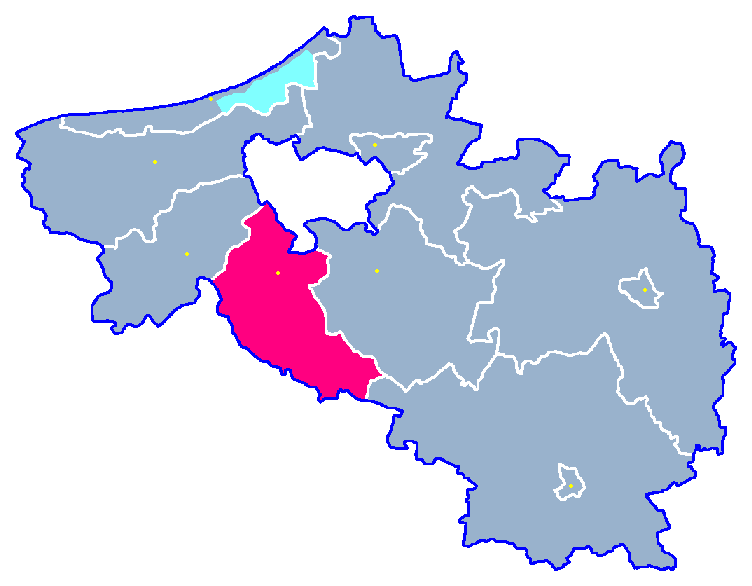
Die Lage der Gmina Świeszyno im Powiat Koszaliński

Die Landgemeinde Świeszyno umfasst eine Fläche von 132,59 km², was 7 % der Gesamtfläche des Powiat Koszaliński entspricht. Mit 5.588 Einwohnern steht sie zahlenmäßig an 81. Stelle der 114 Gemeinden der Woiwodschaft Westpommern. Im gesamten Gemeindegebiet gilt die einheitliche Postleitzahl 76-024.
Durch das südliche Gebiet der Gmina Świeszyno fließt die Radew (Radüe), ein Nebenfluss der Parsęta (Persante). Im Südwesten mündet die Chotla (Kautelbach) in die Radew, die dann die westliche Gemeindegrenze bildet.
Nachbargemeinden sind:
- die Stadt Koszalin (Köslin)
- Biesiekierz (Biziker) und Manowo (Manow) im Powiat Koszaliński
- Białogard (Belgard) und Tychowo (Groß Tychow) im Powiat Białogardzki (Kreis Belgard).

### Ortsteile
Zur Gmina Świeszyno gehören zehn Ortsteile (Schulzenämter), denen weitere Ortschaften zugeordnet sind.
Ortsteile:
| - Dunowo (Thunow) - Giezkowo (Gieskow) - Konikowo (Konikow) - Kurozwęcz (Kursewanz) - Mierzym (Mersin) | - Niedalino (Nedlin) - Niekłonice (Neuklenz) - Strzekęcino (Streckenthin) - Świeszyno (Schwessin) - Zegrze Pomorskie (Seeger) |

Übrige Ortschaften:
| - Bagno (Mittelbruch) - Bardzlino (Barzlin) - Biał Kępa (Weißkamp) - Brzeżniki (Birken) - Chałupy (Kossäthenberg) - Chłopska Kępa (Bauernkamp) - Czacz - Czaple (Groß Zabelsberg) - Czersk Koszaliński - Golica (Gülz) | - Jarzyce (Geritz) - Kępa Świeszyńska (Kamp) - Kłokęcin (Klockenthin) - Krokowo (Krück) - Olszak (Dreikaten) - Sieranie (Zerrehne) - Węgorki - Wiązogóra - Włoki (Flakenfier) - Zegrzyn (Seegerhütte) |

## Verkehr

### Straßen
Über das Straßennetz ist der Ort zu erreichen über die  Woiwodschaftsstraße 167, die von Koszalin über Niedalino (Nedlin) in den Powiat Białogardzki (Belgard) bis nach Tychowo (Groß Tychow) und weiter bis in den Powiat Świdwiński (Schivelbein) bis Ogartowo (Jagertow) nahe Połczyn-Zdrój (Bad Polzin) führt. Über eine Verbindungsstraße gelangt man nach neun Kilometern von Świeszyno direkt zum bedeutenden Verkehrsweg der Landesstraße 11 (ehemalige deutsche Reichsstraße 160), die ihren Weg von Koszalin über Szczecinek (Neustettin) und Piła (Schneidemühl) bis nach Bytom (Beuthen/Oberschlesien) nimmt.
Durch das Gemeindegebiet verlaufen zwei Woiwodschaftsstraßen (DW):
- DW 167: sie verläuft in Nord-Süd-Richtung mitten durch das Gemeindegebiet von Koszalin (Köslin) nach Tychowo und weiter bis Ogartowo (Jagertow) nahe Połczyn-Zdrój (Bad Polzin),
- DW 168: sie verläuft in West-Ost-Richtung, zweigt südlich des Ortsteils Niedalino (Nedlin) von der DW 167 ab und stellt einen Anschluss an die östlich der Gemeinde verlaufende Landesstraße 11 (ehemalige deutsche Reichsstraße 160) Koszalin – Bytom (Beuthen/Oberschlesien) her.

### Schienen
Die Gmina Świeszyno ist mit den beiden Bahnstationen Dunowo (Thunow) und Niekłonice (Neuklenz) an die Staatsbahnlinie 202 angeschlossen. Sie führt durch das westliche Gemeindegebiet und verbindet Stargard (Stargard in Pommern) und Gdynia (Gdingen) miteinander.